# Paraleucilla crosslandi
Paraleucilla crosslandi är en svampdjursart som först beskrevs av R.W. Harold Row 1909.  Paraleucilla crosslandi ingår i släktet Paraleucilla och familjen Amphoriscidae. Inga underarter finns listade i Catalogue of Life.